# Eois nundina
Eois nundina là một loài bướm đêm trong họ Geometridae.